# Văn bản quy phạm pháp luật
Văn bản quy phạm pháp luật hay còn gọi là Văn bản pháp quy là một hình thức pháp luật thành văn (Văn bản pháp) được thể hiện qua các văn bản chứa được các quy phạm pháp luật do cơ quan hoặc cá nhân có thẩm quyền ban hành để điều chỉnh các quan hệ xã hội. Theo quy định của Luật Ban hành văn bản quy phạm pháp luật năm 2015 của Việt Nam thì Văn bản quy phạm pháp luật là văn bản có chứa quy phạm pháp luật, được ban hành theo đúng thẩm quyền, hình thức, trình tự, thủ tục quy định trong Luật này, trong đó có quy tắc xử sự chung, có hiệu lực bắt buộc chung, được Nhà nước bảo đảm thực hiện để điều chỉnh các quan hệ xã hội.

## Đặc điểm
Văn bản quy phạm pháp luật mang những dấu hiệu cơ bản sau:
- Do cơ quan nhà nước có thẩm quyền hoặc cá nhân có thẩm quyền ban hành.
- Việc ban hành luôn luôn theo thủ tục, trình tự luật định.
- Nội dung văn bản quy phạm pháp luật gồm những quy tắc xử sự có tính bắt buộc chung (quy phạm pháp luật). Đó là những khuôn mẫu của hành vi mà mọi thành viên xã hội hoặc các cá nhân, cơ quan nhà nước, tổ chức có liên quan phải xử sự theo.
- Văn bản quy phạm pháp luật được Nhà nước bảo đảm thực hiện. Nhà nước sử dụng mọi biện pháp về kinh tế, chính trị, tư tưởng, đạo đức, văn hóa, pháp luật, trong đó có cả biện pháp cưỡng chế nhà nước mang tính trừng phạt, để bảo đảm thực hiện các văn bản quy phạm pháp luật mà mình đã ban hành. Biện pháp cưỡng chế có tính trừng phạt chỉ được cơ quan nhà nước có thẩm quyền áp dụng khi có vi phạm pháp luật xảy ra và việc áp dụng đó cũng dựa trên cơ sở nhằm giáo dục, thuyết phục, cải tạo.
- Văn bản quy phạm pháp luật được thực hiện nhiều lần trong thực tế đời sống, được áp dụng khi có sự kiện pháp lý xảy ra; được tất cả thành viên xã hội hoặc cá nhân, cơ quan nhà nước, tổ chức có liên quan thực hiện nhiều lần cho tới khi nó bị đình chỉ hoặc bị sửa đổi hoặc bị bãi bỏ một phần hay toàn bộ bởi cơ quan nhà nước có thẩm quyền.
- Hiệu lực của văn bản quy phạm pháp luật là sự điều chỉnh có phạm vi (giới hạn) nhất định về thời gian, không gian và đối tượng điều chỉnh.

## Nhận biết
Cách nhận biết văn bản QPPL
1. Dựa vào số hiệu:
Từ năm 1996 cho đến nay, trong số hiệu văn bản QPPL có số năm ban hành. Ví dụ: 17/2008/QH12; 71/2012/NĐ-CP; 03/2013/TT-BTC, 09/2013/QĐ-UBND…
2. Dựa vào cơ quan ban hành văn bản và loại văn bản:
| Cơ quan ban hành văn bản               | 01/01/1997 - 27/12/2002       | 27/12/2002 - 01/01/2009                           | 01/01/2009 - nay                            |
| Quốc hội                               | Hiến pháp, luật, nghị quyết   | Hiến pháp, luật, nghị quyết                       | Hiến pháp, luật, nghị quyết                 |
| UBTVQH                                 | Pháp lệnh, nghị quyết;        | Pháp lệnh, nghị quyết;                            | Pháp lệnh, nghị quyết; Nghị quyết liên tịch |
| Chủ tịch nước                          | Lệnh, quyết định              | Lệnh, quyết định                                  | Lệnh, quyết định                            |
| Chính phủ                              | Nghị quyết, Nghị định         | Nghị quyết, Nghị định                             | Nghị định; Nghị quyết liên tịch             |
| Thủ tướng                              | Quyết định, chỉ thị           | Quyết định, chỉ thị                               | Quyết định                                  |
| Bộ trưởng, Thủ trưởng cơ quan ngang bộ | Quyết định, chỉ thị, thông tư | Quyết định, chỉ thị, thông tư, Thông tư liên tịch | Thông tư; Thông tư liên tịch                |
| Hội đồng Thẩm phán TANDTC              | Nghị quyết                    | Nghị quyết                                        | Nghị quyết                                  |
| Chánh án TANDTC                        | Không được ban hành           | Quyết định, chỉ thị, thông tư, Thông tư liên tịch | Thông tư; Thông tư liên tịch                |
| Viện trưởng VKSNDTC                    | Quyết định, chỉ thị, thông tư | Quyết định, chỉ thị, thông tư, Thông tư liên tịch | Thông tư; Thông tư liên tịch                |
| Tổng Kiểm toán Nhà nước                | Không được ban hành           | Không được ban hành                               | Quyết định                                  |
|                                        | 01/01/1997 - 27/12/2002       | 27/12/2002 - 01/04/2005                           | 01/04/2005 - nay                            |
| Hội đồng nhân dân                      | Nghị Quyết                    | Nghị Quyết                                        | Nghị Quyết                                  |
| Ủy ban nhân dân                        | Quyết định, Chỉ thị           | Quyết định, Chỉ thị                               | Quyết định, Chỉ thị                         |

## Lưu ý
Một số lưu ý khi sử dụng văn bản quy phạm pháp luật:
1. Hiệu lực của văn bản
a) Thời điểm có hiệu lực:
Thông thường, văn bản sẽ quy định ngày có hiệu lực của nó, nhưng một số trường hợp phải căn cứ vào Luật ban hành văn bản để xác định ngày có hiệu lực.
| Loại vb                  | 01/01/1997 - 27/12/2002 | 27/12/2002 - 01/01/2009 | 01/01/2009 - nay |
| Do QH và UBTVQH ban hành | Có hiệu lực kể từ ngày Chủ tịch nước ký lệnh công bố, trừ trường hợp văn bản đó quy định ngày có hiệu lực khác. | Có hiệu lực kể từ ngày Chủ tịch nước ký lệnh công bố, trừ trường hợp văn bản đó quy định ngày có hiệu lực khác. | - Được quy định trong văn bản nhưng không sớm hơn bốn mươi lăm ngày, kể từ ngày công bố hoặc ký ban hành. - Văn bản quy phạm pháp luật phải được đăng Công báo; văn bản quy phạm pháp luật không đăng Công báo thì không có hiệu lực thi hành. |
| Do CTN ban hành          | Có hiệu lực kể từ ngày đăng Công báo, trừ trường hợp văn bản đó quy định ngày có hiệu lực khác. | có hiệu lực kể từ ngày đăng Công báo, trừ trường hợp văn bản đó quy định ngày có hiệu lực khác. | - Được quy định trong văn bản nhưng không sớm hơn bốn mươi lăm ngày, kể từ ngày công bố hoặc ký ban hành. - Văn bản quy phạm pháp luật phải được đăng Công báo; văn bản quy phạm pháp luật không đăng Công báo thì không có hiệu lực thi hành. |
| Các vb còn lại           | Có hiệu lực sau mười lăm ngày, kể từ ngày ký văn bản hoặc có hiệu lực muộn hơn nếu được quy định tại văn bản đó. | Có hiệu lực sau mười lăm ngày, kể từ ngày đăng Công báo hoặc có hiệu lực muộn hơn nếu được quy định tại văn bản đó. | - Được quy định trong văn bản nhưng không sớm hơn bốn mươi lăm ngày, kể từ ngày công bố hoặc ký ban hành. - Văn bản quy phạm pháp luật phải được đăng Công báo; văn bản quy phạm pháp luật không đăng Công báo thì không có hiệu lực thi hành. |
| VB đặc biệt              | Văn bản được ban hành quy định các biện pháp thi hành trong trương hợp khẩn cấp tạm thời do Chính phủ, Thủ tướng Chính phủ ban hành có thể có hiệu lực sớm hơn hơn 15 ngày kể từ ngày ký văn bản. | Đối với văn bản quy phạm pháp luật của Chính phủ, Thủ tướng Chính phủ quy định các biện pháp thi hành trong tình trạng khẩn cấp, thì văn bản có thể quy định ngày có hiệu lực sớm hơn so với các văn bản thường.                                                                                 | Văn bản quy phạm pháp luật quy định các biện pháp thi hành trong tình trạng khẩn cấp có thể có hiệu lực trước khi đăng công báo. Văn bản có nội dung thuộc bí mật nhà nước không cần đăng Công báo vẫn có hiệu lực.                            |
|                          | 01/04/2005 - nay | 01/04/2005 - nay | 01/04/2005 - nay |
| VB của HĐND và UBND      | VBQPPL cấp tỉnh có hiệu lực sau mười ngày và phải được đăng trên báo cấp tỉnh chậm nhất là năm ngày, kể từ ngày HĐND thông qua hoặc Chủ tịch UBND ký ban hành, trừ trường hợp văn bản quy định ngày có hiệu lực muộn hơn. VB quy định các biện pháp nhằm giải quyết các vấn đề phát sinh đột xuất, khẩn cấp có thể quy định ngày có hiệu lực sớm hơn. | VBQPPL cấp huyện có hiệu lực sau mười ngày và phải được đăng trên báo cấp tỉnh chậm nhất là năm ngày, kể từ ngày HĐND thông qua hoặc Chủ tịch UBND ký ban hành, trừ trường hợp văn bản quy định ngày có hiệu lực muộn hơn. Không quy định hiệu lực trở về trước đối với vb qppl của HĐND và UBND | VBQPPL cấp xã có hiệu lực sau mười ngày và phải được đăng trên báo cấp tỉnh chậm nhất là năm ngày, kể từ ngày HĐND thông qua hoặc Chủ tịch UBND ký ban hành, trừ trường hợp văn bản quy định ngày có hiệu lực muộn hơn.                        |

'b)'Khoảng thời gian áp dụng
Thông thường, văn bản qppl có hiệu lực áp dụng trong khoảng thời gian từ ngày văn bản có hiệu lực cho đến ngày văn bản hết hiệu lực, trừ một số trường hợp:
+ Một phần nội dung của văn bản có hiệu lực trở về trước: Phần nội dung có hiệu lực trở về trước đó sẽ được áp dụng trước thời điểm văn bản có hiệu lực.
+ Hiệu lực của văn bản bị gián đoạn do bị đình chỉ thực hiện trong một khoảng thời gian
+ Văn bản đặc thù chỉ áp dụng trong một khoảng thời gian: Cho dù không có văn bản nào khác thay thế hủy bỏ các văn bản này để đưa nó về tình trạng hết hiệu lực thì hiệu lực áp dụng của nó cũng chỉ nằm trong khoảng thời gian đã được quy định.
+ Văn bản bị sửa đổi bổ sung đính chính: mặc dù tình trạng vẫn còn hiệu lực nhưng những nội dung bị sửa đổi thay thế đính chính thì không còn hiệu lực nữa. Ngày hết hiệu lực của những nội dung  trên là ngày có hiệu lực của văn bản sửa đổi bổ sung đính chính (hoặc quy định ngày cụ thể khác).
'c)'Thời điểm hết hiệu lực
Một văn bản chỉ hết hiệu lực khi có văn bản khác của cơ quan nhà nước có thẩm quyền thay thế hủy bỏ bãi bỏ hoặc hết thời hạn có hiệu lực được quy định ngay tại văn bản đó.
Trong thực tế có rất nhiều trường hợp cơ quan ban hành văn bản không biết được trước đây mình đã ban hành những văn bản, quy định nào cho nên cuối văn bản thường phòng hờ một đoạn “Những quy định trước đây trái với quy định của văn bản này đều bị bãi bỏ”
Mặc dù Luật ban hành văn bản quy định rõ phải chỉ định rõ tên văn bản, điều, khoản, điểm bị thay thế sửa đổi…. Tuy nhiên thực tế áp dụng bạn phải vận dụng hết kiến thức, kinh nghiệm, sự trợ giúp từ nhiều nguồn để có thể tránh trường hợp sử dụng những nội dung cũ chưa được “chính thức” hết hiệu lực
* Nếu không nắm rõ các nguyên tắc xác định hiệu lực văn bản như trên, người sử dụng văn bản rất dễ gặp phải các rủi ro như: hành vi thực hiện sẽ không được thừa nhận, nếu có thiệt hại phát sinh sẽ phải bồi thường…
2. Phạm vi, đối tượng áp dụng
Văn bản chỉ có giá trị áp dụng trong phạm vi và đối tượng áp dụng của mình, đa số tất cả văn bản đều có quy định về nội dung này tại phần đầu văn bản. Do đó, trước khi áp dụng bất kì quy định nào trong văn bản, nên xem lại thật kỹ phần phạm vi và đối tượng áp dụng, để tránh được các rủi ro đánh tiếc.
VD: Thông tư 32/2010/TT-BLĐTBXH  về bảo hiểm thất nghiệp trong phần phạm vi áp dụng có nói:
“Đối với người đang hưởng lương hưu hằng tháng, trợ cấp mất sức lao động hằng tháng có giao kết hợp đồng lao động, hợp đồng làm việc với người sử dụng lao động không thuộc đối tượng tham gia bảo hiểm thất nghiệp.”
Như vậy, nếu không tham khảo kỹ nội dung này mà lấy bất kỳ quy định nào khác trong Thông tư 32 áp dụng cho đối tượng không tham gia bảo hiểm thất nghiệp thì sai hoàn toàn.
3. Lựa chọn văn bản áp dụng
Pháp luật Việt Nam còn chưa được hoàn thiện, nhiều nội dung chồng chéo lên nhau là thực tế mà không chuyên gia nào trong lĩnh vực pháp luật phủ nhận. Do đó, đương nhiên có những trường hợp có nhiều văn bản cùng điều chỉnh một vấn đề, lúc đó phải có sự cân nhắc phù hợp đề tìm ra luật áp dụng:
+ Áp dụng văn bản có giá trị pháp lý cao hơn.
+ Áp dụng văn bản mới hơn.
+ Trường hợp văn bản có giá trị pháp lý như nhau thì luật riêng ưu tiên hơn luật chung; luật nào sát với lĩnh vực của vấn đề thì ưu tiên hơn các lĩnh vực khác.
+ Đối với luật nội dung thì sự việc xảy ra vào thời gian nào thì lấy văn bản có hiệu lực vào thời điểm đó để giải quyết, còn về luật hình thức thì áp dụng văn bản có hiệu lực lúc quan hệ được đem ra giải quyết